# مطار تلمسان - زناتة - مصالي الحاج
مطار تلمسان - زناتة - مصالي الحاج الدولي ، (إياتا: TLM، إيكاو: DAON) هو مطار دولي يقع في بلدة زناتة على بعد 22 كلم جنوب غربي مدينة تلمسان في الجزائر.

## العرض
مطار تلمسان هو مطار مدني دولي يخدم مدينة تلمسان والمناطق الغربية (ولايات تلمسان ، عين تموشنت ، سيدي بلعباس ، النعامة).
سمي المطار باسم مصالي الحاج تكريما لهذا السياسي الجزائري الذي ولد في تلمسان في 16 مايو 1898.

## التاريخ
في البداية كان هذا المطار المدني مخصصًا للاستخدام العسكري حصريًا (وهو ما يفسر حجمه الصغير) ثم تم تجديده للنقل المدني.
تم إنشاء الدرج من قبل شركة Colas في عام 1957 أثناء الحرب الجزائرية. استُخدم المطار كقاعدة للطائرات التي ضمنت السيطرة على الحدود بين الجزائر والمغرب والدعم التكتيكي. وصلت أول طائرة محلية من طراز T6 و Morane 500 و Super Broussard في سبتمبر 1957.
تم إغلاق المطار في عام 2007 بسبب أشغال التجديد والتحديث والتوسعة ، اعتبارًا من منتصف يناير 2007 ، ليتم إعادة افتتاحه في 24 يونيو 2007.حيث تم تخصيص مظروف مالي قدره 233 مليون دينار لإنجاز المشروع من قبل شركة GCB الجزائرية. اشتملت الأعمال على تمديد وتقوية المسار الرئيسي على مساحة 5 هكتارات. كما تضمنت هذه العملية إنشاء مدارج ثانوية ومواقف للطائرات الكبيرة وإنشاء محطة حديثة جديدة مع جميع الخدمات.
تم إجراء الاختبار الأول للمسار الجديد في 19 يونيو 2007.

## الموقع
يقع مطار مصالي الحاج في مدينة زناتة على بعد 22 كلم جنوب غربي مدينة تلمسان في الجزائر.

## البنية التحتية ذات الصلة

### المدرج
المطار به مدرج إسفلتي خرساني بطول 2600 م.

### محطة المسافرين
تم تجديد المبنى وفقًا للمعايير الدولية. به صالة استقبال ، وصالتين للجلوس ، ومنطقة جمركية ، ومنطقة شحن ، وكافيتريا ، ومطعم ، ومحلات تجارية. تتميز هذه البنية التحتية ، التي شهدت أيضًا إنشاء قاعة شرف ، مع جناح رئاسي ، بعمارتها العربية الإسلامية بطابعها المغاربي.

### الوصول
يقع المطار على بعد حوالي 25 كم شمال غرب تلمسان ، بجانب طريق W71 ، عند مخرج المطار. توجد خدمة سيارات أجرة دائمة إلى وسط مدينة تلمسان. تكلفة الرحلة 300 دينار لكل راكب.
كذلك يوجد خط منتظم للحافلات يربط المطار بالمدينة تلمسان.

## الوجهات
| شركات الطيران           | الوجهات                                                |
| ----------------------- | ------------------------------------------------------ |
| الخطوط الجوية الجزائرية | الجزائر، باريس أورلي، باريس شارل ديغول، ليون، مارسيليا |
| توي فلاي بلجيكا         | بروكسل                                                 |